# 王东明
王东明（1956年7月—），籍贯辽宁宽甸，出生于辽宁本溪，中国共产黨、中华人民共和国政治人物，副国级领导人。1975年6月加入中国共产党，1975年8月参加工作，中央党校研究生学历。曾任中央机构编制委员会委员、办公室主任，中共四川省委书记。现任第十四届全国人大常委会副委员长、中华全国总工会主席。中国共产党第十七届、第十八届、第十九届、第二十届中央委员，第十届全国政协常委。

## 生平

### 辽宁省
1975年8月，19岁的王东明在辽宁省桓仁县下乡插队，为该县华尖子公社知青，后来任东卜大队党支部书记。1978年3月，进入辽宁大学哲学系哲学专业学习。1982年毕业后，历任辽宁省锦州市太和区西郊公社党委副书记，共青团辽宁省锦州市委书记。中共辽宁省绥中县委书记，中共辽宁省灯塔县委书记，辽宁省辽阳市委常委、副市长。后担任中共辽宁省委组织部副部长、部长。1997年11月，升任中共辽宁省委常委、组织部部长。

### 中央组织部
2000年10月任中共中央组织部部务委员兼干部二局局长，中央组织部副部长。2007年7月任中央机构编制委员会委员、办公室主任。2012年11月，当选为中国共产党第十八届中央委员会委员。

### 四川省
2012年11月，中共中央任命王东明接替刘奇葆任中共四川省委书记。2013年1月，当选四川省人大常委会主任。2017年10月，当选为中国共产党第十九届中央委员会委员。

### 全国人大及全国总工会
2018年3月，当选为第十三届全国人大常委会副委员长。3月21日，卸任四川省委书记职务。3月22日，当选中华全国总工会主席。2018年10月，中华全国总工会第十七届执行委员会召开第一次全体会议，选举全总十七届执委会主席、副主席和主席团委员，他当选为全总主席。
2019年8月1日，王东明作为中共中央总书记、中国国家主席习近平的特使在毛里塔尼亚首都努瓦克肖特出席毛新任总统加祖瓦尼的就职仪式，并于当日会见加祖瓦尼。王东明还会见了即将卸任的毛里塔尼亚总统阿齐兹，向他转达了习近平的口信。
2020年12月，美国国务院宣布因香港问题制裁全国人大常委会14名副委员长，王东明在列其中。2023年3月10日，在第十四届全国人大第一次会议上，继续当选为全国人大常委会副委员长。